# Schwimm- und Sonnenbad Heiden
La Schwimm- und Sonnenbad Heiden ("Piscina e solarium di Heiden"), o Schwimmbad Heiden, è una piscina a Heiden. È classificata dal governo svizzero come bene culturale di importanza nazionale.

## Storia

### Contesto
La costruzione delle prime piscine moderne fu facilitata a inizio 1900 da due fattori distinti. Il primo era la maggiore consapevolezza da parte della popolazione di dover prendersi cura del proprio corpo tramite sana alimentazione, aria buona, esercizio fisico e bagni di sole. Il secondo era l'impiego del cemento armato che rese possibile la costruzione di vasche artificiali. L'architettura delle piscine costruite a partire dagli anni 1920-1930 era fortemente influenzata in ottica funzionalista dal cosiddetto Movimento Moderno (Neue Bauen).
A inizio 1900 una parte importante dell'economia di Heiden era basata sull'industria tessile e sugli stabilimenti di cura che attiravano in città molti pazienti stranieri. Alla fine della prima guerra mondiale, queste due attività si trovarono in grave crisi. Per compensare il mancato afflusso di visitatori stranieri, la città cercò di mantenere il proprio status di rinomato luogo di cura rivolgendosi alla clientela svizzera. A questo scopo vennero effettuate la restrutturazione dello stabilimento termale dal 1927 al 1929, la fondazione di un ente del turismo nel 1928, l'elettrificazione della tratta ferroviaria Rorschach-Heiden nel 1930. È sul solco di queste iniziative che si prese la decisione di costruire una piscina pubblica nel 1931.

### La costruzione
Alcuni dei primi sostenitori dell'idea di costruire una piscina pubblica furono il commerciante Ernst Klee e l'albergatore Bardy. I due uomini ritenevano che Heiden dovesse prendere esempio dalle piscine costruite in vari luoghi della svizzera per mantenere la propria fama di luogo di cura. L'idea venne proposta alla commissione dell'ente del turismo di Heiden e fu accolta con entusiasmo. Ernst Klee divenne presidente della commissione per la costruzione della piscina, ma un suo primo progetto realizzato a sue spese venne bocciato dalla commissione. A quel punto Klee intraprese un viaggio per visitare le piscine che erano state costruite recentemente in Svizzera. Fu particolarmente impressionato dalle piscine progettate da Beda Hefti, al punto da invitarlo a Heiden per un sopralluogo. Secondo Klee stesso, a convincere la commissione fu la testimonianza di Hefti che nel luogo prescelto sarebbe potuta sorgere una delle più belle piscine pubbliche della Svizzera.
Per la costruzione il 29 dicembre 1931 venne fondata la BADAG Heiden AG. La parte principale del lavoro riguardò lo scavo largo 4 000 m², mentre il tratto del fiume Gstaldenbach era già stato interrato. La piscina venne inaugurata a luglio 1932, e all'epoca fu considerata una delle più moderne della Svizzera.

## Caratteristiche
La piscina offre i seguenti servizi:
- 6 corsie lunghe 50 m
- Piscina per non nuotatori
- Piscina per bambini
- Trampolini da 1 m, 3 m e 5 m
- Campo da beach volley
- Sabbiera
- Altalene e torre da scalare per bambini
- Campo da bocce
- Slackline
- Tavoli da ping pong
- Calcetto
- Tavolini da scacchi e da mulino
- Prato da gioco e da relax
- Aree per grigliate
- Servizi igienici, docce, acqua potabile
- Ristorante e chiosco